# Андрианов, Юрий Михайлович
Юрий Михайлович Андрианов (1923, Архангельск — 1986, Москва) — советский военачальник. Начальник Главного ракетно-артиллерийского управления Министерства обороны СССР (1984—1986), Генерал-полковник (29.04.1985).

## Биография
Родился 21 декабря 1923 года в Архангельске в семье служащего. Русский.
В Красной Армии с июня 1941 года. Окончил Военную артиллерийскую академию имени Ф. Э. Дзержинского.
Участник Великой Отечественной войны 1941—1945 годов. Был командиром взвода и командиром артиллерийской батареи 187-го гвардейского артиллерийского полка 83-й гвардейской стрелковой дивизии 11-й гвардейской армии на 3-м Белорусском фронте.
С 1944 года состоял в ВКП(б).
После войны проходил службу в одном из научно-исследовательских институтов Министерства обороны СССР.
Затем был переведён в Главное ракетно-артиллерийское управление Министерства обороны СССР (ГРАУ), где служил старшим инженером отдела управления, первым заместителем начальника ГРАУ, с в мая 1984 года по сентябрь 1986 года являлся начальником Главного ракетно-артиллерийского управления Министерства обороны СССР. Работая в этом управлении, отвечал за обеспечение ракетных, артиллерийских и зенитных частей современными образцами вооружений и боевой техники.
Делегат XXVII съезда КПСС.
В сентябре 1986 года был освобождён от должности и уволен в отставку, а уже в декабре того же года скончался. Похоронен на Кунцевском кладбище Москвы.

## Награды
- Орден Октябрьской Революции
- Орден Красной Звезды
- Орден «За службу Родине в Вооружённых Силах СССР» 3-й степени
- Медаль «За боевые заслуги»
- Медаль «За отличие в охране государственной границы СССР»
- Медаль «За победу над Германией в Великой Отечественной войне 1941—1945 гг.»
- Медаль «Ветеран Вооружённых Сил СССР»
- Медаль «За укрепление боевого содружества»
- Медаль «За безупречную службу» 1-й степени
- Юбилейные медали
- Ленинская премия
- Государственная премия СССР

Награды иностранных государств
- Орден «9 сентября 1944 года» II степени с мечами (Болгария, 22.01.1985)[3]
- Медаль «30 лет Болгарской народной армии» (Болгария, 14.09.1974)
- Медаль «30 лет Победы над фашистской Германией» (Болгария, 6.03.1975)
- Медаль «Военная доблесть» (Румыния, 31.05.1985)
- Медаль «30 лет Победы над милитаристской Японией» (Монголия, 8.01.1976)
- Медаль «60 лет Вооружённым силам МНР» (Монголия, 29.12.1981)
- Медаль «За укрепление дружбы по оружию» в золоте (ЧССР, 30.04.1980)
- Медаль «40 лет освобождения Чехословакии Советской Армией» (ЧССР, 19.03.1985)

## Высшие воинские звания
- Генерал-майор-инженер (25.04.1975)
- Генерал-лейтенант-инженер (10.02.1981)
- Генерал-лейтенант (26.04.1984)
- Генерал-полковник (29.04.1985)